# 대한항공 2708편 화재 사고
대한항공 2708편 화재 사고는 2016년 5월 27일 오후 12시 40분경, 도쿄 국제공항을 출발하여 김포국제공항으로 가려던 대한항공 2708편의 엔진에 화재가 발생한 사고이다. 이 사고로 대한항공 측은 부상자가 없다고 주장했으나, 탈출 과정에서 12명의 부상자가 발생하였다.

## 발생 개요

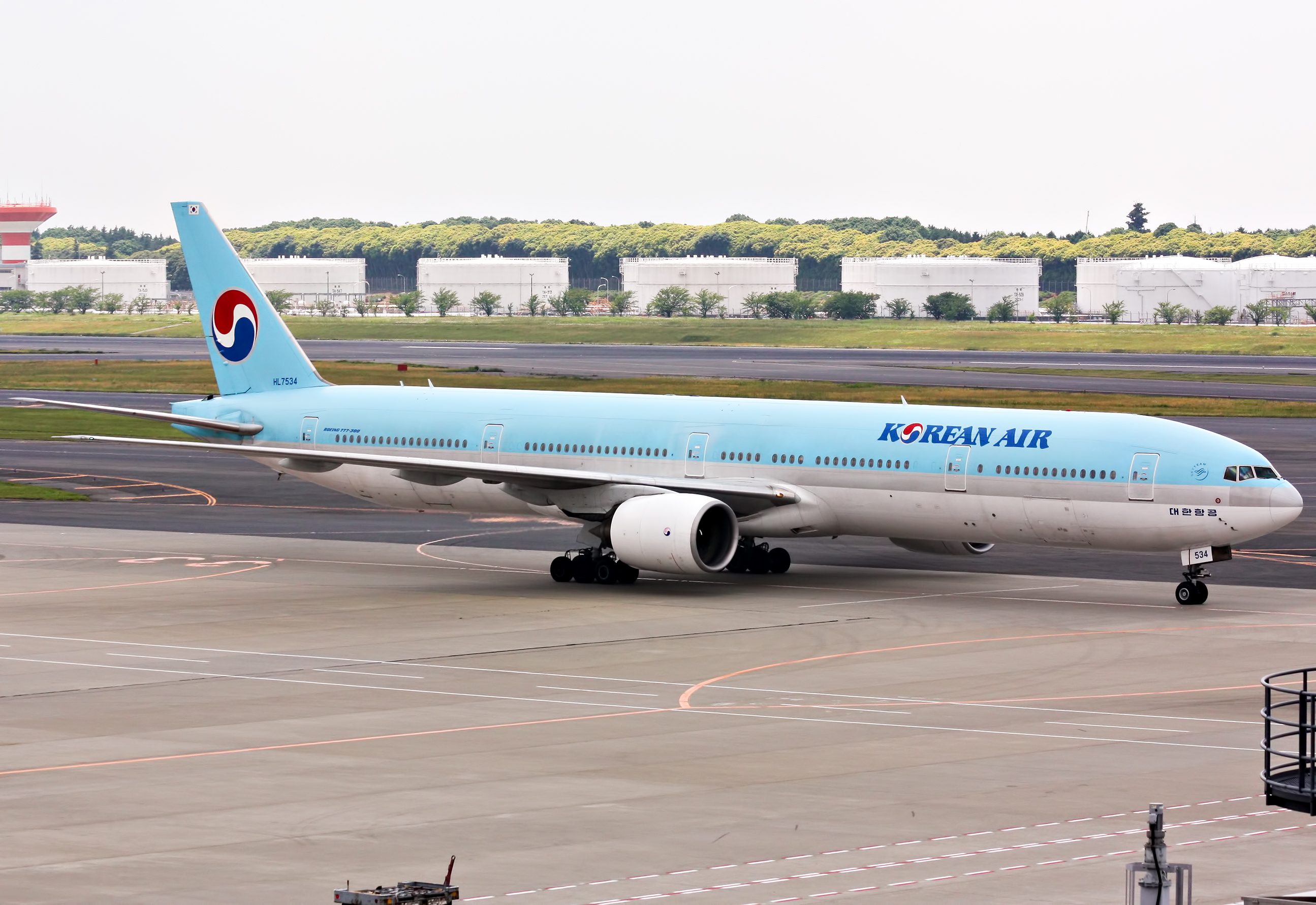
HL7534

사고 당일 대한항공 소속 보잉 777-3B5기 KE2708편이 도쿄 하네다 국제공항을 이륙, 서울 김포국제공항으로 향하기 위해 활주로에서 가속을 하며 활주를 하고있었다. 활주 중 엔진에서 화재가 발생, 즉시 이륙을 중단하였고 엔진 화재 소화가 완료된 즉시 승객과 승무원 318명 전원이 탈출하였으나 탈출과정에서 12명이 가벼운 부상을 입었다. 사고 직후, 일본 항공사고 조사위원회, 한국 항공.철도 사고조사 위원회가 조사한 것에 따르면 불량부품을 사용한 것이 현재 원인으로 지목되고 있다. 만일 이륙하고 회항 실패하면 에어프랑스 4590편 추락 사고와 같은 참사가 벌여질 것이다.

## 같이 보기
- 에미레이트 항공 521편 동체착륙 사고
- 일본 운수안전위원회